# Tacopaya (gemeente)
Tacopaya is een gemeente (municipio) in de Boliviaanse provincie Arque in het departement Cochabamba. De gemeente telt naar schatting 10.589 inwoners (2018). De hoofdplaats is Tacopaya (plaats).